# Karl Wessely (Philologe)

Karl Wessely

Karl Johann Joseph Wessely (* 27. Juni 1860 in Wien; † 21. November 1931 in Mannersdorf am Leithagebirge; auch: Carl Franz Joseph Wessely) war ein österreichischer Philologe, Papyrologe und Leiter der Papyrussammlung der K. u. K. Hofbibliothek, ab 1920 Österreichische Nationalbibliothek.

## Leben
Karl Wessely war der Sohn von Anton Wessely, eines Ingenieurs im Dienste der Staatsbahn, und Karolina Morawek. Die Ehe mit seiner Frau Marie († 27. Juli 1918) blieb kinderlos.
Von 1870 bis 1878 besuchte Wessely das Gymnasium der K. K. Theresianischen Akademie in Wien, wo er am 6. Juli 1878 seine Matura ablegte. Noch im Oktober 1878 begann er sein Studium an der philosophischen Fakultät der K. K. Universität zu Wien. Das Absolutorium erhielt er am 15. April 1882. Im Jahr 1885 erhielt er an der gleichen Universität den philosophischen Doktorgrad.
Von 1886 bis 1904 gehörte er dem Lehrkörper am K. K. Staatsgymnasium im 3. Wiener Gemeindebezirk an, wo er aber ab 1900 „zum Zwecke der Verwendung an der Hofbibliothek“ beurlaubt wurde. Von 1904 bis 1922 war er Kustos der Papyrussammlung der K. u. K. Hofbibliothek. 1918 habilitierte sich Wessely als Privatdozent an der Universität Wien, ging aber seiner Tätigkeit an der Hofbibliothek bis zu seiner Pensionierung 1922 weiterhin uneingeschränkt nach.
Karl Wessely ist am 21. November 1931 „einem Herzleiden erlegen“. Am 25. November 1931 fand seine Einsegnung am Wiener Zentralfriedhof statt.

## Werk
Schon während seines Studiums publizierte er erste Schriften zur Papyruskunde. In den Wiener Studien erschienen ab 1881 fast jährlich mehrere Beiträge. Er war von Beginn an maßgeblich an der Aufarbeitung der 1883 von Erzherzog Rainer erworbenen Papyri des ersten Fayyumer Fundes beteiligt.
„Von ihm stammt die Bearbeitung der „Griechischen Abteilung“ des von dem Unterzeichneten [ Karabacek ] 1894 publicierten Führers durch die Ausstellung (S. 61–130), eine große Anzahl von Beiträgen in den gleichfalls vom Unterzeichneten herausgegebenen: Mittheilungen aus der Sammlung Papyrus Erzherzog Rainer, ferner eine Menge von Aufsätzen in den Sitzungsberichten der Kaiserlichen Akademie der Wissenschaften in Wien und in zahlreichen Fachzeitschriften. Prof. Dr. Wessely hat durch die Fülle seiner gediegenen Arbeiten allgemeine Aufmerksamkeit auf sich gelenkt und gilt als anerkannte Autorität auf dem Gebiet der Griechischen Papyruskunde.“
Neben den umfangreichen Beiträgen für die Philosophisch-Historische Klasse der Kaiserlichen Akademie der Wissenschaften in Wien und den Mittheilungen aus der Sammlung Papyrus Erzherzog Rainer publizierte er ab 1901 fast jährliche Beiträge in den Studien zur Palaeographie und Papyruskunde. Weitere Aufsätze erscheinen in Jahresberichten des Wiener K. K. Franz-Josef-Gymnasiums und der K. K. Staatsgymnasien im III. Bezirk und in Hernals.
Außerhalb seiner wissenschaftlichen Tätigkeiten waren seine Interessen vielfältig. Er war begeisterter Sammler von Mineralien und Fossilien und baute seine Sammlung im heimatlichen Leithagebirge stetig aus. Diese Sammlung, aber auch verschiedene von ihm zusammengetragene Volkskundeobjekte gingen 1935 in das nach ihm benannte Dr. Karl Wessely-Orts- und Schulmuseum über, das jedoch in den Kriegsjahren zerstört wurde. Seine intensive wissenschaftliche Arbeit hielt ihn nicht davon ab, sein Wissen breiten Bevölkerungsschichten zugänglich zu machen. Dafür sprechen seine ab 1908 publizierten Beiträge in der Urania, wie:
- Mineralogische Spaziergänge eines Wieners, 23,1, Wien 1908, 205–208.
- Woher stammt die Katze?, 6,2, Wien 1909, 69–71.
- Unsere ältestbekannten Fische, 15,2, Wien 1909, 230–232.
- Eine neugefundene dem Propheten Jeremias zugeschriebene Rede, 39,2, Wien 1909, 616–618.

Seine private Papyrussammlung wurde nach seinem Tod nach Prag verkauft.

## Ehrungen und Auszeichnungen
- 1908: Ritterkreuz des Franz Joseph-Ordens
- 1918: Orden der Eisernen Krone III. Klasse (jedoch ohne eine Erhebung in den Adelstand)

Er war korrespondierendes Mitglied der Kaiserlichen Akademie der Wissenschaften in Wien.

## Schriften (Auswahl)
- Prolegomena ad papyrorum graecorum novam collectionem edendam, Wien 1883.
- Die griechische Abteilung der Papyri Erzherzog Rainer, in: Papyrus Erzherzog Rainer, Führer durch die Ausstellung, Wien 1891, 61–130.
- Corpus Papyrorum Raineri (CPR), Band I, Griechische Texte I, Rechtsurkunden, Wien 1895.
- Aus der Welt der Papyri, mit einem bibliographischen Anhang, Leipzig 1914.

Anzeiger der Kaiserlichen Akademie der Wissenschaften in Wien, Philosophisch-Historische Klasse
- Die Abfassungszeit der Korrespondenz des Heroninos, in: Anz.d.Kais.Akad.d.Wissensch.i.Wien, Philosoph.-Hist.Kl. 43,8, Wien 1906, 35–42.
- Ein neuer Libellus aus der Christenverfolgung des Kaisers Decius, in: Anz.d.Kais.Akad.d.Wissensch.i.Wien, Philosoph.-Hist.Kl. 44,25, Wien 1907, 152–157.

Denkschriften der Kaiserlichen Akademie der Wissenschaften, Philosophisch-Historische Klasse
- Griechische Zauberpapyrus[!] von Paris und London, in: Denkschr.d.kaiserl.Akad.d.Wiss.,Philosoph.-Hist.Kl. 36,2, Wien 1888, 27–108.
- Die Pariser Papyri des Fundes von El-Faijûm, in: Denkschr.d.kaiserl.Akad.d.Wiss.,Philosoph.-Hist.Kl. 37,2, Wien 1889, 97–256.
- Neue griechische Zauberpapyri, in: Denkschr.d.kaiserl.Akad.d.Wiss.,Philosoph.-Hist.Kl. 42,2, Wien 1893, 1–96.
- Ein System altgriechischer Tachygraphie, in: Denkschr.d.kaiserl.Akad.d.Wiss.,Philosoph.-Hist.Kl. 44,4, Wien 1896, 1–44.
- Karanis und Soknopaiu Nesos: Studien zur Geschichte antiker Cultur- und Personenverhältnisse, in: Denkschr.d.kaiserl.Akad.d.Wiss.,Philosoph.-Hist.Kl. 47,4, Wien 1902, 1–171.
- Topographie des Faijûm (Arsinoites Nomus) in griechischer Zeit, Wien, in: Denkschr.d.kaiserl.Akad.d.Wiss.,Philosoph.-Hist.Kl. 50,1, Wien 1904, 1–182.
- Die griechischen Lehnwörter der sahidischen und boheirischen Psalmenversion, in: Denkschr.d.kaiserl.Akad.d.Wiss.,Philosoph.-Hist.Kl. 54,3, Wien 1910.

Jahresberichte des K. K. Franz-Josef-Gymnasiums in Wien:
- Die griechischen Papyri der Kaiserlichen Sammlungen Wiens, Wien 1885, 3–28.
- Ephesia Grammata aus Papyrusrollen, Inschrift, Gemmen etc. gesammelt, Wien 1886, 3–38.

Jahresberichte des K. K. Staatsgymnasiums im III. Bezirke in Wien:
- Einige Urkunden des Berliner königlichen ägyptischen Museums, Wien 1891, 1–16.
- Antike Reste griechischer Musik, Wien 1891, 16–26.
- Bemerkungen zu einigen Publicationen auf dem Gebiete der älteren griechischen Palaeographie, Wien 1892, 1–20.
- Ein griechischer Heirats-Kontrakt vom J. 136 n. Chr., Wien 1893, 1–17.
- Die Lesezeichen der Iliashandschrift IIh, Wien 1897, 7–22.
- Wie haben die alten Römer geschrieben?  (Erläuterungen zu den Schrifttafeln zur älteren lateinischen Paläographie), Wien 1898, 1–18.

Jahresberichte des K. K. Staatsgymnasiums in Hernals:
- Zythos und Zythera, Wien 1887, 38–48.
- Ein bilingues Majestätsgesuch aus dem Jahre 291/2 nach Chr., Wien 1888, 39–48.
- Zu den griechischen Papyri des Louvre und der Bibliothèque Nationale, Wien 1889, 3–48.

Mittheilungen aus der Sammlung der Papyrus Erzherzog Rainer (MPER)
- Zur Nil-Indiction, in: MPER I, Wien 1886, 26–29.
- Obolen- und Chalkus-Rechnungen, in: MPER I, Wien 1886, 30–37.
- Literarische Fragmente aus El-Faijum, I. Hesiod, in: MPER I, Wien 1886, 73–83.
- Die Zahl der Neunundneunzig, in: MPER I, Wien 1886, 113–116.
- Die Daten griechischer Papyrus aus römischer Kaiserzeit (I. bis III. Jahrhundert), in: MPER II/III, Wien 1887, 1–36.
- Literarische Fragmente aus El-Faijum: II. Isokrates; III. Platon, Georgias; IV. Theokrit; V. Fragmente einer polemischen Rede gegen Isokrates, in: MPER II/III, Wien 1887, 74–82.
- Ein Papyrus aus der Zeit des Aurelianus und Vaballathus, in: MPER IV, Wien 1888, 51–62.
- Literarische Fragmente aus el-Faijum: VI. Isokrates pros Nikoklea, in: MPER IV, Wien 1888, 136–139.
- Holztäfelchen aus der Sammlung der Papyrus Erzherzog Rainer, in: MPER V, Wien 1892, 11–20.
- Papyrusfragment des Chorgesanges von Euripides Orest 330ff mit Partitur, in: MPER V, Wien 1892, 65–73.
- Die ägyptischen Agoranomen als Notare, in: MPER V, Wien 1892, 83–114.
- Zwei Xenophon-Papyri, in: MPER VI, Wien 1897, 81–113.

Sitzungsberichte der Kaiserlichen Akademie der Wissenschaften in Wien, Philosophisch-Historische Klasse
- Studien über das Verhältniss des griechischen zum ägyptischen Recht im Lagidenreiche, insbesondere über Personal-Execution im Anschluss an Varro de R. R. I, 17.2, in: Sitzungsber.d.Kais.Akad.d.Wissensch.i.Wien, Philosoph.-Hist.Kl. 124,9, Wien 1891, 1–72.
- Bruchstücke einer antiken Schrift über Wetterzeichen, in: Sitzungsber.d.Kais.Akad.d.Wissensch.i.Wien, Philosoph.-Hist.Kl. 142,1, Wien 1900, 1–41.
- Epikrisis, eine Untersuchung zur hellenistischen Amtssprache, in: Sitzungsber.d.Kais.Akad.d.Wissensch.i.Wien, Philosoph.-Hist.Kl. 142,9, Wien 1900, 1–40.
- Die Stadt Arsinoë (Krokodilopolis) in griechischer Zeit, in: Sitzungsber.d.Kais.Akad.d.Wissensch.i.Wien, Philosoph.-Hist.Kl. 145,4, Wien 1902, 1–58.
- Ein Altersindizium im Philogelos, in: Sitzungsber.d.Kais.Akad.d.Wissensch.i.Wien, Philosoph.-Hist.Kl. 149,5, Wien 1905, 1–47.
- Sahidisch-griechische Psalmenfragmente, in: Sitzungsber.d.Kais.Akad.d.Wissensch.i.Wien, Philosoph.-Hist.Kl. 155,1, Wien 1907, 195.
- Ein Sprachdenkmal des mittelägyptischen (baschmurischen) Dialekts, in: Sitzungsber.d.Kais.Akad.d.Wissensch.i.Wien, Philosoph.-Hist.Kl. 158,1, Wien 1908, 1–46.
- Die Wiener Handschrift der sahidischen Acta Apostolorum, in: Sitzungsber.d.Kais.Akad.d.Wissensch.i.Wien, Philosoph.-Hist.Kl. 172,2, Wien 1913.
- Neue Materialien zur Textkritik der Ignatius-Briefe, in: Sitzungsber.d.Kais.Akad.d.Wissensch.i.Wien, Philosoph.-Hist.Kl. 172,4, Wien 1913.
- Sahidische Papyrusfragmente der paulinischen Briefe, in: Sitzungsber.d.Kais.Akad.d.Wissensch.i.Wien, Philosoph.-Hist.Kl. 174,5, Wien 1914.

Studien zur Palaeographie und Papyruskunde (SPP):
- Die griechischen Papyrusurkunden des Theresianums in Wien (SPP I), Leipzig 1901.
- Die jüngsten Volkszählungen und die ältesten Indictionen in Ägypten (SPP II), Leipzig 1902.
- Griechische Papyrusurkunden kleineren Formats (SPP III), Leipzig 1904.
- Arsinoitische Verwaltungsurkunden vom Jahre 72/3 nach Chr. (SPP IV), Leipzig 1905, 58–83.
- Die Papyri der öffentlichen Sammlungen in Graz (SPP IV), Leipzig 1905, 114–121.
- Corpus Papyrorum Hermopolitanorum I (SPP V), Leipzig 1905.
- Griechische Papyrusurkunden kleineren Formats (SPP VIII), Leipzig 1908.
- Griechische und koptische Texte theologischen Inhalts I (SPP IX), Leipzig 1909.
- Griechische Texte zur Topographie Aegyptens (SPP X), Leipzig 1910.
- Griechische und koptische Texte theologischen Inhalts II (SPP XI), Leipzig 1911.
- Griechische und koptische Texte theologischen Inhalts III (SPP XII), Leipzig 1912.
- Sklaven-Prosangelie bei der Bibliotheke Enkteseon (SPP XIII), Leipzig 1913, 1–3.
- Eine Urkunde aus dem 6. Konsulat des Kaisers Licinius (SPP XIII), Leipzig 1913, 6–7.
- Das Ghetto von Apollinopolis Magna (SPP XIII), Leipzig 1913, 8–10.
- Die ältesten lateinischen und griechischen Papyri Wiens (SPP XIV), Leipzig 1914.
- Griechische und koptische Texte theologischen Inhalts IV (SPP XV), Leipzig 1914.
- Duodecim prophetarum minorum versionis Achmimicae Codex Rainerianus (SPP XVI), Leipzig 1915.
- Griechische und koptische Texte theologischen Inhalts V (SPP XVIII), Leipzig 1917.
- Catalogus Papyrorum Raineri. Series Graeca. Pars I. Textus Graeci papyrorum, qui in libro „Papyrus Erzherzog Rainer-Führer durch die Ausstellung Wien 1894“ (SPP XX), Leipzig 1921.
- Catalogus papyrorum Raineri. Series Graeca. Pars II. Papyri N.24858-25024, aliique in Socnopaei Insula scripti (SPP XXII), Leipzig 1922.

Wiener Studien (WS)
- Der Wiener Papyrus Nr. 26, WS 3 (1881), 1–21.
- Zwei Wiener Plutarchhandschriften, WS 3 (1881), 291–294.
- Der Wiener Papyrus Nr. 31, WS 4 (1882), 175–197.
- Evangelien-Fragmente auf Papyrus, WS 4 (1882), 198–214.
- Eine Pergamentrolle des VI. Jahrhunderts, WS 4 (1882), 214–223.
- Eine Inschrift auf Thon Nr. 5591, WS 4 (1882), 314–317.
- Datierte Handschriften, WS 5 (1883), 170–171.
- Zum Münzwesen der späteren römischen Kaiserzeit, WS 5 (1883), 299–312.
- Analekten. 1. Neue Evangelien-Fragmente auf Papyrus; 2. Papyrus Parisinus 17; 3. Inschriften aus Elephantine; 4. istes?; 5. esou; 6. Zu den Fragmenten eines ägyptischen Epos; 7. Zwei vermeintliche Anekdota; 8. Zum sogenannten Arcadius; 9. Zu Tryphon, WS 7 (1885), 69–81.
- Die Faijumer Reste einer Thukydides-Handschrift, WS 7 (1885), 116–122.
- Neue griechische Papyri aus This und Panopolis, WS 7 (1885), 122–139.
- Bemerkungen zu den Texten der griechischen Papyri im ägyptischen Museum in Berlin, WS 8 (1886), 109–115.
- Neue griechische Ostraka, WS 8 (1886), 116–124.
- Bericht über griechische Papyri in Paris und London, WS 8 (1886), 175–230.
- Griechische Papyri des British Museum, WS 9/2 (1887), 235–278.
- Litterarische Fragmente der Papyri aus El-Faijum, WS 11 (1889), 175–191.
- Chrysographie, WS 12 (1890), 259–279.
- Bruchstücke einer optischen Schrift aus dem Altertum, WS 13 (1891), 312–323.
- Alexandrinermünzen des Kaisers Pescennius Niger, WS 13 (1891), 332.
- Zu Catos Schrift über das Landwesen, WS 20 (1898), 135–140.
- Die lateinischen Elemente in der Gräzität der ägyptischen Papyrusurkunden, WS 24 (1902), 99–151.
- Das erste Jahr des Tiberius in Ägypten, WS 24 (1902), 391–393.
- Ein neues System griechischer Geheimschrift, WS 26 (1904), 185–189.